# Aigul Gareeva
Aigul Gareeva, née le 22 août 2001 à Chekmagush, est une coureuse cycliste russe.

## Biographie
En 2018, Aigul Gareeva devient championne d'Europe sur route juniors (moins de 19 ans). Elle se classe également cinquième de l'épreuve féminine par équipes des Jeux olympiques de la jeunesse. Elle s'illustre aussi sur piste, où elle est vice-championne d'Europe de poursuite par équipes juniors. En juin 2019, elle est médaillée d'argent du championnat d'Europe du contre-la-montre juniors, battue par la Néerlandaise Shirin van Anrooij. Lors des mondiaux de la même année disputés dans le Yorkshire, elle est sacrée  championne du monde du contre-la-montre juniors et termine quatrième de la course en ligne juniors.
En 2020, elle rejoint l'équipe  Cogeas-Mettler-Look, où elle court pendant deux saisons. En septembre 2021, elle est provisoirement suspendue après avoir manquée trois contrôles antidopage au cours de l'année.

## Palmarès sur route

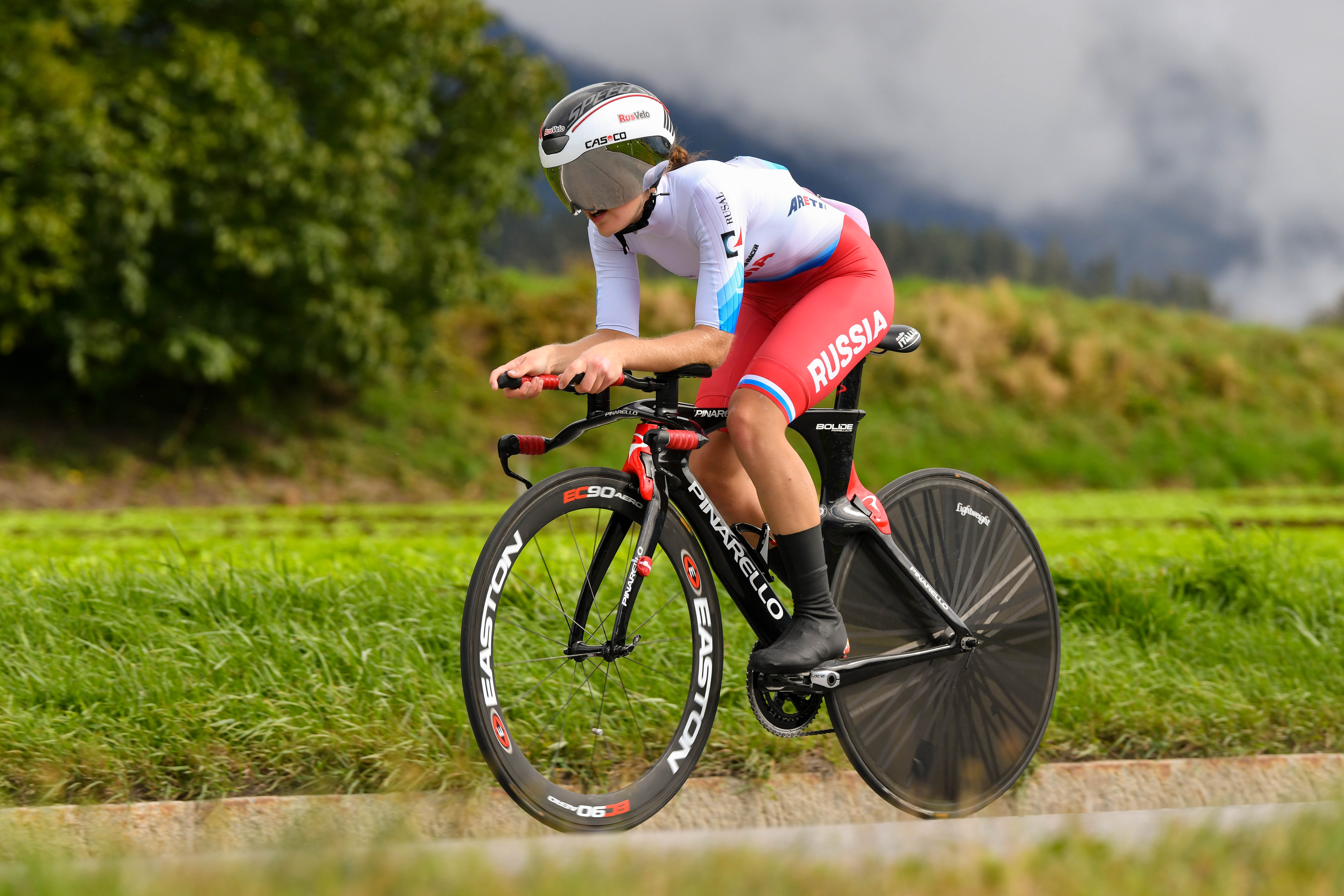
Championnat du monde du contre-la-montre juniors 2018.

### Par année
- 2018
  -  Championne d'Europe sur route juniors
  -  Championne de Russie du contre-la-montre juniors
  - 5e du championnat d'Europe du contre-la-montre juniors
  - 7e du championnat du monde du contre-la-montre juniors
  - 8e du championnat du monde sur route juniors
- 2019
  -  Championne du monde du contre-la-montre juniors
  -  Championne de Russie sur route juniors
  -  Championne de Russie du contre-la-montre juniors
  -  Médaillée d'argent du championnat d'Europe du contre-la-montre juniors
  - 4e du championnat du monde sur route juniors
- 2020
  - 3e du Grand Prix Develi
  - 3e du Grand Prix Cappadocia
  - 3e du Grand Prix Mount Erciyes 2200 mt

### Classements mondiaux
| Année                                 | 2020 | 2021 |
| ------------------------------------- | ---- | ---- |
| Classement UCI                        | 83e  | 303e |
| UCI World Tour                        | 163e | nc   |
|                                       |      |      |
| Légende : nc = non classéSource : UCI |      |      |

## Palmarès sur piste

### Championnats d'Europe
| Édition / Épreuve    | Poursuite par équipes                       |
| Aigle 2018 (juniors) | Argent (avec Minasian, Malkova et Miliaeva) |